# Tramvajska postaja
Tramvajska postaja mjesto je za zaustavljanje tramvaja ili vozila lake gradska željeznice kako bi se putnici mogli ukrcati ili izaći iz njega. Općenito, tramvajska stajališta dijele većinu karakteristika autobusnih stajališta, ali budući da tramvaji voze na tračnicama, često uključuju željezničke platforme, osobito ako su osigurani niskopodni ulazi, radi bolje pristupačnosti. Međutim, tramvaji se prilikom vožnje također mogu koristiti i s postajama tipa autobusnog stajališta, te s pločnicima na sredini ulice kao platformama za ukrcaj i iskrcaj putnika.

## Vanjske poveznice
- Tramvajske stanice u Beču